# Paragonitis orsara
Paragonitis orsara är en fjärilsart som beskrevs av Swinhoe 1903. Paragonitis orsara ingår i släktet Paragonitis och familjen nattflyn. Inga underarter finns listade i Catalogue of Life.